# Euhesma ricae
Euhesma ricae là một loài Hymenoptera trong họ Colletidae. Loài này được Rayment mô tả khoa học năm 1948.